# ELISPOT

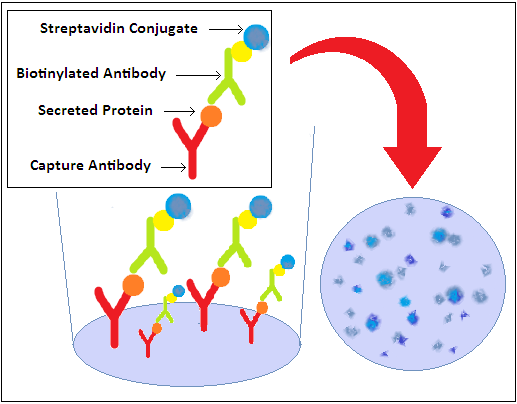
Légende de l'ELISPOT

ELISPOT (enzyme-linked immunospot) est un test d'immunologie basé sur la technique ELISA. Cette technique immunoenzymatique permet de dénombrer des cellules à partir de leur sécrétion (anticorps ou cytokines). Cette technique a été développée par l'immunobiologiste français Cecile Czerkinsky en 1986.
Son principe consiste à capturer les molécules sécrétées par des cellules sur un support solide sensibilisé. Après élimination des cellules, l'immunocomplexe est révélé par une méthode ELISA utilisant un substrat chromogène insoluble, dont la précipitation localisée génère des taches colorées ou immunospots.
La méthode ELISPOT, grâce à sa haute sensibilité, sa reproductibilité et sa simplicité, reste de nos jours la technologie de référence pour la mesure des réponses spécifiques des lymphocytes T avec des applications dans de multiples domaines de recherche (développement de vaccins, maladies infectieuses, allergies, tumeurs et maladies auto-immunes).